# Gustav Eberlein

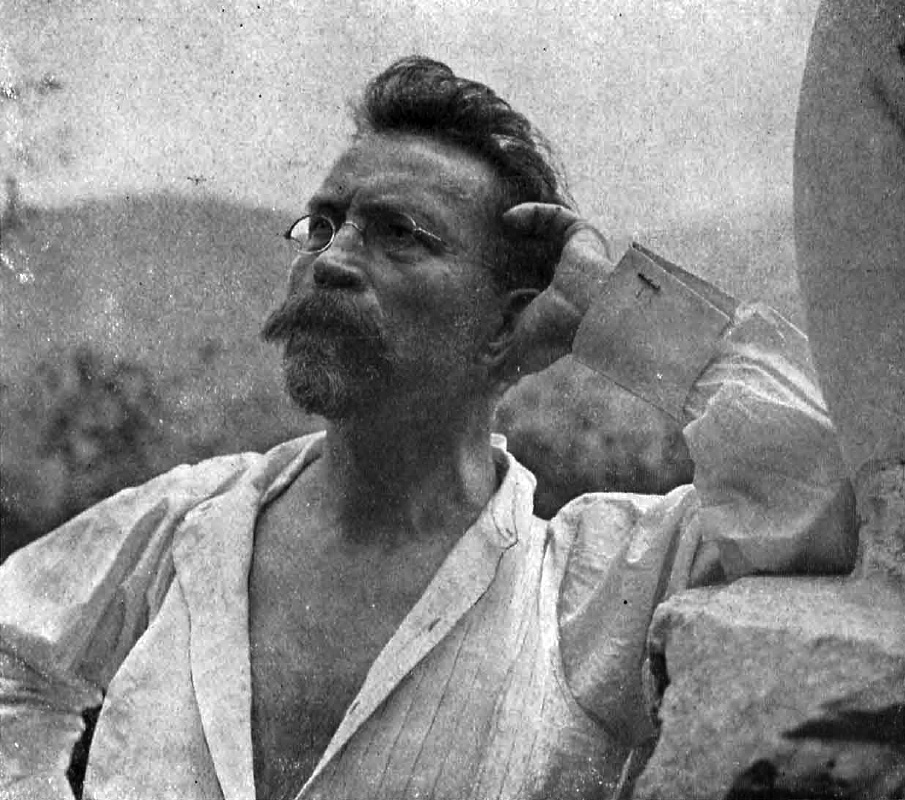
Gustav Eberlein, 1903

Gustav Heinrich Eberlein (* 14. Juli 1847 in Spiekershausen; † 5. Februar 1926 in Berlin) war ein deutscher Bildhauer, Maler und Schriftsteller. Er war um 1900 nach Reinhold Begas der meistbeschäftigte Künstler der Berliner Bildhauerschule des 19. Jahrhunderts.

## Leben

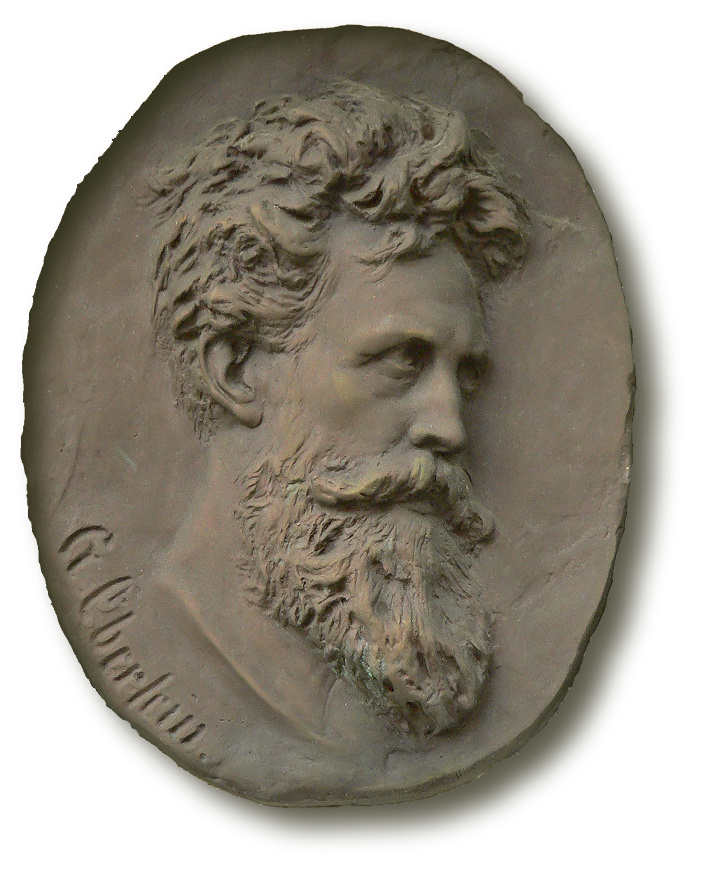
Gustav Eberlein, Selbstporträt als neuzeitlicher Bronzeguss an seinem früheren Wohnhaus in Hann. Münden

Gustav Eberlein wurde als Sohn des Steueraufsehers Johannes Josephus Eberlein und der Margarethe Elisabeth Eberlein, geborene Bein, in Spiekershausen bei Kassel geboren. Im Alter von acht Jahren siedelte er mit den Eltern und seiner Schwester Catharina Sophie Luise nach Hannoversch Münden um. Diese Stadt wurde für ihn zur Heimatstadt, der er lebenslang verbunden blieb. Am Wohnhaus seiner Kindheit ist heute ein Bronzerelief mit seinem Bildnis angebracht. Da den Eltern das Geld für ein Kunststudium des Sohnes fehlte, erlernte er nach verschiedenen anderen Lehren letztlich das Goldschmiedehandwerk. Ab 1866 besuchte er die Kunstschule in Nürnberg, ab 1869 erhielt er ein Stipendium in Berlin.
Politisch trat Eberlein um 1900 durch sein Engagement gegen die Lex Heinze und seinen Einsatz für den Frieden zwischen Frankreich und Preußen hervor. Aufgrund seiner kritischen Haltung und seiner missbilligten Anlehnung an Werke von Auguste Rodin und Constantin Meunier wurden 16 von 20 Werken aus der Großen Berliner Kunstausstellung 1900 „auf höchste Weisung“ entfernt.
Das Grab Eberleins auf dem Alten St.-Matthäus-Kirchhof war von 1990 bis 2014 als Ehrengrab der Stadt Berlin ausgewiesen. Seit November 2018 ist es wieder ein Ehrengrab.

## Familie
Er heiratete 1873 Helene von Frankenberg und Ludwigsdorf (* 7. April 1853). Das Paar hatte einen Sohn Anzio (* 1878), der 1881 starb. Die Ehe wurde dann 1891 geschieden. Eberlein heiratete am 24. Dezember 1893 Marie von Hertzberg (* 1862), eine Tochter des preußischen Generalmajors Julius von Hertzberg, auch diese Ehe wurde wieder geschieden.

## Werke (Auswahl)

### Überblick
Besonders erfolgreich war Eberlein auf dem Gebiet der Porträt- und Kleinplastik. Insgesamt sind über 900 Werke der Skulptur, Malerei und Schriftstellerei bekannt. Das Werkverzeichnis enthält über 600 Abbildungen. Viele Museen in Deutschland und im Ausland besitzen Werke von Eberlein, darunter die Alte Nationalgalerie in Berlin (u. a. Dornauszieher).
Von ihm stammen unter anderem das Goethe-Denkmal in Rom, das Richard-Wagner-Denkmal und das Lortzing-Denkmal im Berliner Tiergarten, das Monumentalwerk Gottvater haucht Adam den Odem ein in Hann. Münden, das Nationaldenkmal Argentiniens und weitere vier Personendenkmäler in Buenos Aires. Weiterhin zu nennen sind der kolossale Deutsche Brunnen in Santiago de Chile, erhaltene Reiterdenkmäler in Hamburg-Altona, Geislingen und Coburg (Reiterdenkmal von Herzog Ernst II., 1899 geschaffen) sowie Personendenkmäler in Königstein, Göttingen und Dransfeld und Skulpturen in Wiesbaden (königliches Hoftheater) und Berlin (Theater des Westens).
Die Mehrzahl seiner Bronzedenkmäler wurde im Zweiten Weltkrieg eingeschmolzen, darunter die Kaiser Wilhelm I – Reiterdenkmäler in Mannheim, Elberfeld, Gera, Mönchengladbach, Waldheim, Neheim und Hann. Münden; das Friedrich III.-Standbild in Elberfeld; das Doppelstandbild Kaiser Wilhelm I. und Bismarck in Ruhrort; das Bismarck-Denkmal in Krefeld; das Kruzifix vor der Garnisonkirche in Kiel und die Kolossalgruppen im Gewerbemuseum Stuttgart. Von seinen beiden Gruppen für die Siegesallee in Berlin sind zwei Marmorstatuen und drei Assistenzfiguren erhalten. Auf Kunstausstellungen in Berlin und München war Eberlein mit Werken regelmäßig vertreten.
Von über 300 Gips-Originalen wurden im Städtischen Museum Hann. Münden in seiner Heimatstadt Hann. Münden über die Hälfte auf die Schutthalde geworfen. Aus einer Fußbodenpacklage des Jahres 1962 konnten zwischen 1983 und 1989 rund 80 Skulpturen und 11 Gemälde restauriert werden. Einige hiervon stehen heute in bedeutenden Museen (u. a. Deutsches Historisches Museum, Berlin). Der Verein Gustav-Eberlein-Forschung e. V. sammelt Material, u. a. ein umfangreiches Literaturverzeichnis, über den Künstler und sein Umfeld und wertet es aus. Den langjährigen Vorsitz hatte bis März 2015 Rolf Grimm (Hemmingen), seitdem Rosemarie Münder (Hannover).
Am 14. Juli 2017 wurde in Hann. Münden die Ausstellung Neu entdecken! festlich eröffnet. Sie dauerte bis zum 3. Oktober 2017.

### Öffentliche Denkmäler
Diese Liste erhebt keinen Anspruch auf Vollständigkeit und führt nur einen kleinen Teil der zahlreichen Denkmäler auf.
- Arnsberg OT Neheim – Kaiser Wilhelm I.-Reiterstandbild
- Bad Düben – Germania-Denkmal im Kurpark (1896)
- Berlin-Mitte – Standbild des Königs Friedrich Wilhelm III., im Weißen Saal des Stadtschlosses (1895)
- Berlin-Tiergarten – Denkmalgruppe 26 für die Siegesallee. Zentrales Standbild: König Friedrich I. (Preußen); Nebenbüsten: der Architekt Andreas Schlüter und der Oberpräsident Eberhard von Danckelman, enthüllt am 3. Mai 1900.
- Berlin-Tiergarten – Denkmalgruppe 30 für die Siegesallee. Zentrales Standbild: König Friedrich Wilhelm III.; Nebenbüsten: Generalfeldmarschall Gebhard Leberecht von Blücher und Minister Karl Freiherr vom und zum Stein. Auf der Bank Reliefbildnis des Bildhauers Johann Gottfried Schadow. Enthüllt am 30. März 1901.
- Dippoldiswalde OT Berreuth. Kriegerehrenmal für die Gefallen 1.Weltkrieg, Juli 1925
- Duisburg OT Ruhrort – Doppelstandbild des Kaisers Wilhelm I. und des Reichskanzlers von Bismarck, vor der Schifferbörse (1896)
- Gera – Kaiser Wilhelm I.-Reiterstandbild, Adelheid-Platz
- Hamburg OT Altona – Kaiser Wilhelm I.-Reiterstandbild, vor dem Rathaus
- Hamburg OT Ohlsdorf – Grabmal mit Bronze-Skulptur für Gouverneur  Gustav Adolf von Goetzen auf dem Friedhof Ohlsdorf
- Krefeld – Kaiser Wilhelm I.-Standbild, Treppenhaus des Kaiser-Wilhelm-Museums
- Mannheim – Kaiser Wilhelm I.-Reiterstandbild, vor dem Schloss
- Mönchengladbach – Kaiser Wilhelm I.-Reiterstandbild, Kaiserplatz
- Hann. Münden – Mundenia-Standbild auf dem Kriegerdenkmal 1870/71 („Das Original“)
- Tilsit (Ostpreußen) – Königin Luise-Standbild
- Wiesbaden – Muse Euterpe in von drei Panthern gezogenem Streitwagen, auf den Eckrisalithen des Staatstheaters Wiesbaden
- Wraza, Bulgarien – Christo-Botew-Denkmal (1890)
- Wuppertal OT Elberfeld – Kaiser-Wilhelm-Denkmal, Brausenwerther Platz
- Wuppertal OT Elberfeld – Kaiser-Friedrich-Denkmal, vor dem Rathaus

### Kriegerdenkmäler
Alle Denkmäler Eberleins für die Gefallenen von 1870/71 tragen Kopien des Germania-Standbildes nach dem Original in Hannoversch Münden (dort als Mundenia bezeichnet).
Sie entstanden als Produkte erfolgreicher Werbestrategien der Gießerei und wurden ohne Wissen des Künstlers von Firmenvertretern als preisgünstige Katalogware offeriert und verkauft. Eberlein selbst dürfte die Gesamtzahl der mit seiner Signatur hergestellten Germania-Standbilder nicht bekannt gewesen sein.
Nachgewiesene Standorte sind: Alt-Cüstrinchen (Neumark) – Bärwalde (Neumark) – Bremerhaven OT Lehe – Brieg (Provinz Schlesien) – Dalheim (Rheinhessen) – Dolgesheim (Rheinhessen) – Bad Düben – Eich (Rheinhessen) – Gimbsheim (Rheinhessen) – Hohensalza (Provinz Posen) – Kirchhain – Königstein (Taunus) – Mainz OT Gonsenheim – Mansfeld OT Leimbach – Mörstadt – Amt Neuhaus (Elbe) – Neustadt an der Orla – Northeim – Primkenau (Provinz Schlesien) – Siefersheim (Rheinhessen) – Schwedt a. Oder – St. Andreasberg. Der überwiegende Teil dieser Denkmäler ist nicht mehr vorhanden.

### Galerie

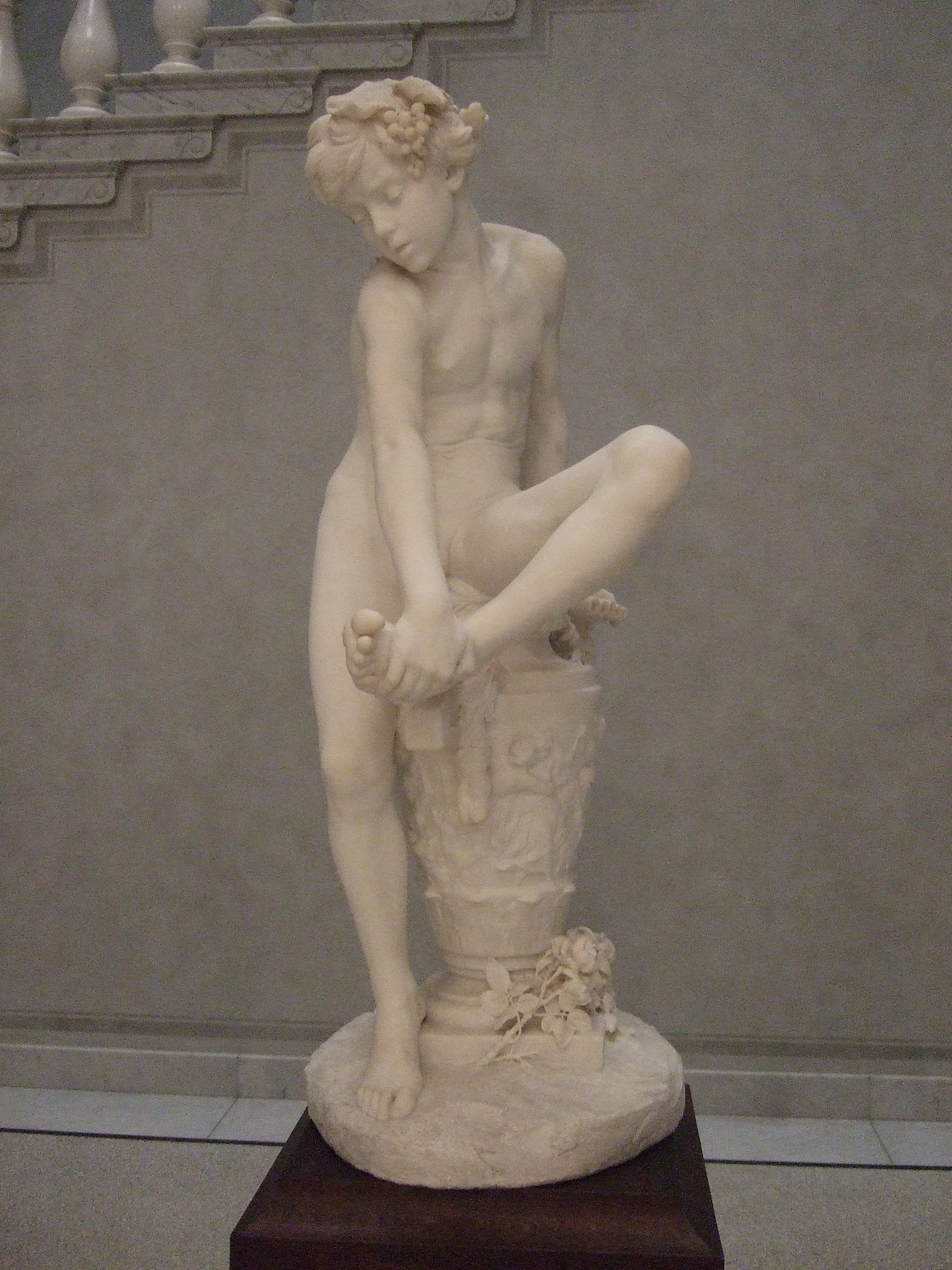
Berlin-Mitte: Dornauszieher (1886, Alte Nationalgalerie)
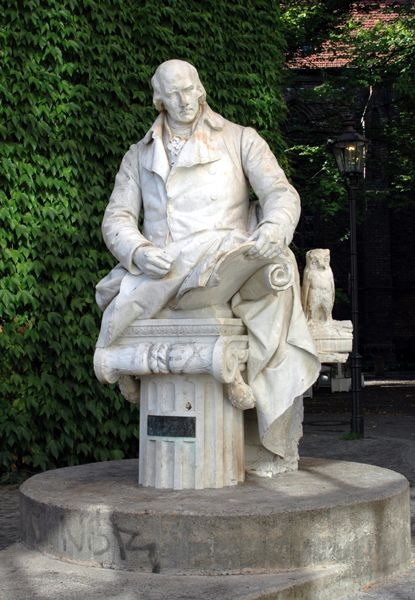
Berlin-Spandau: Marmorbüste Freiherr vom Stein
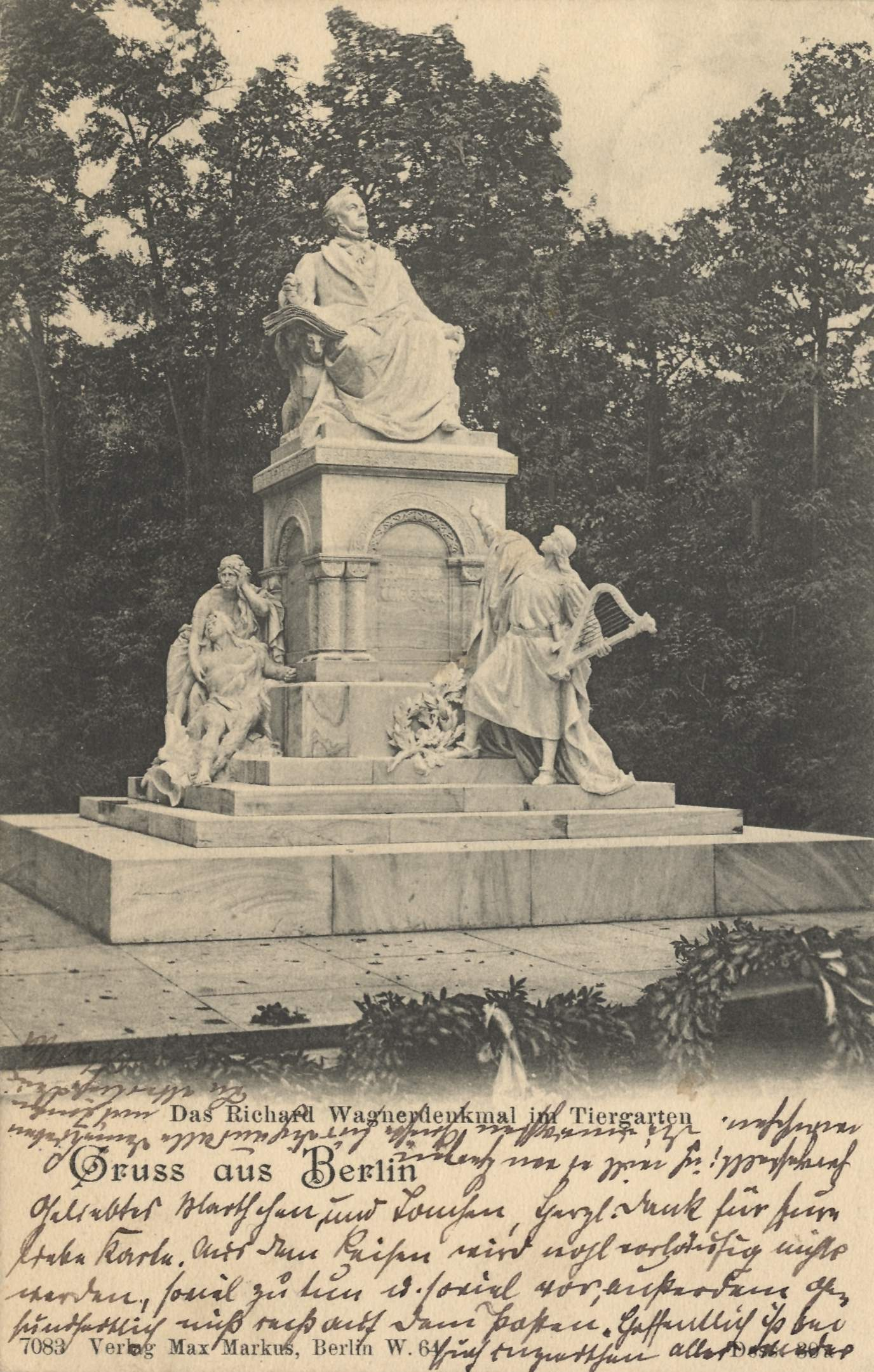
Berlin-Tiergarten: Richard-Wagner-Denkmal im Tiergarten
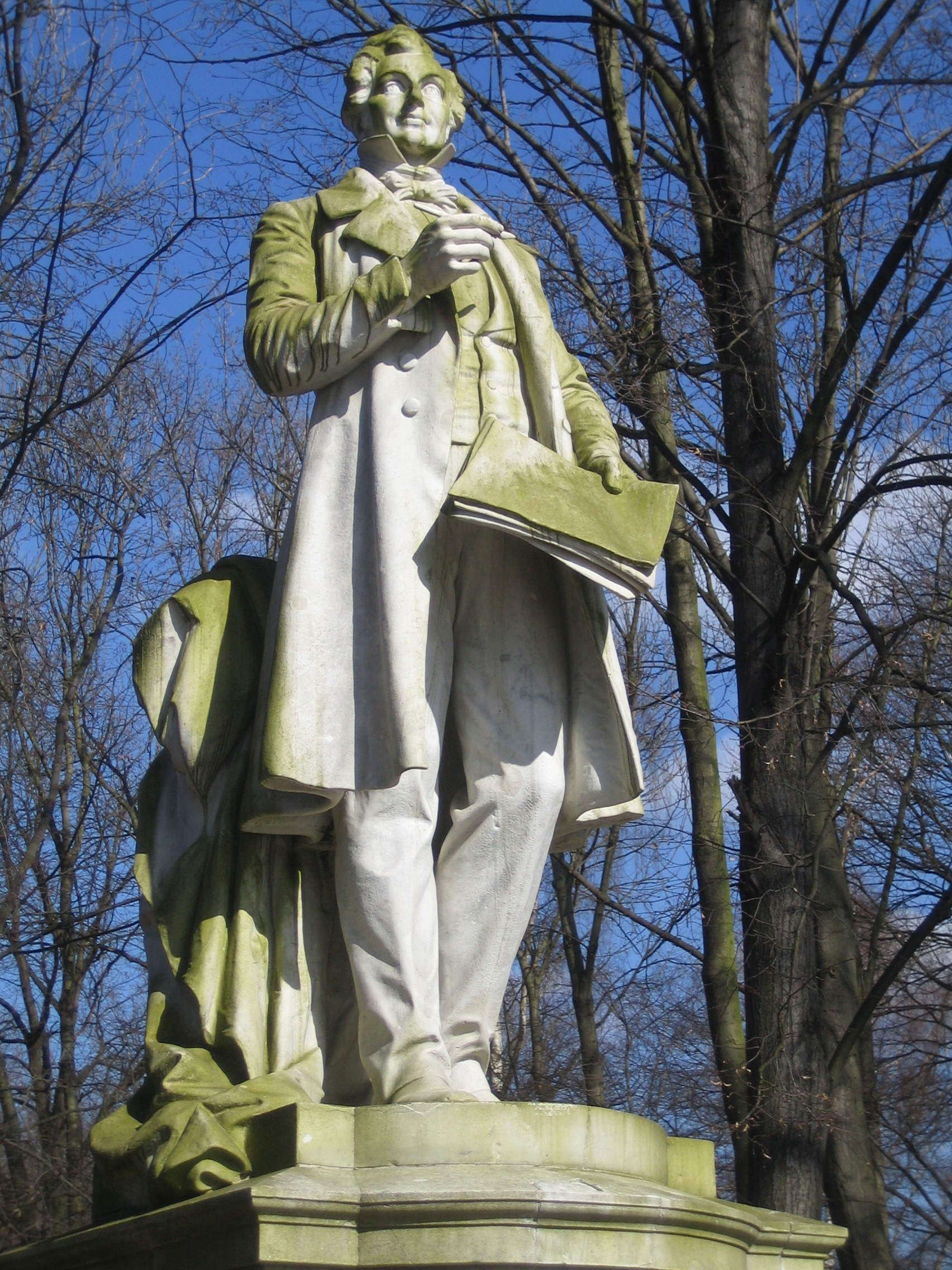
Berlin-Tiergarten: Lortzing-Denkmal
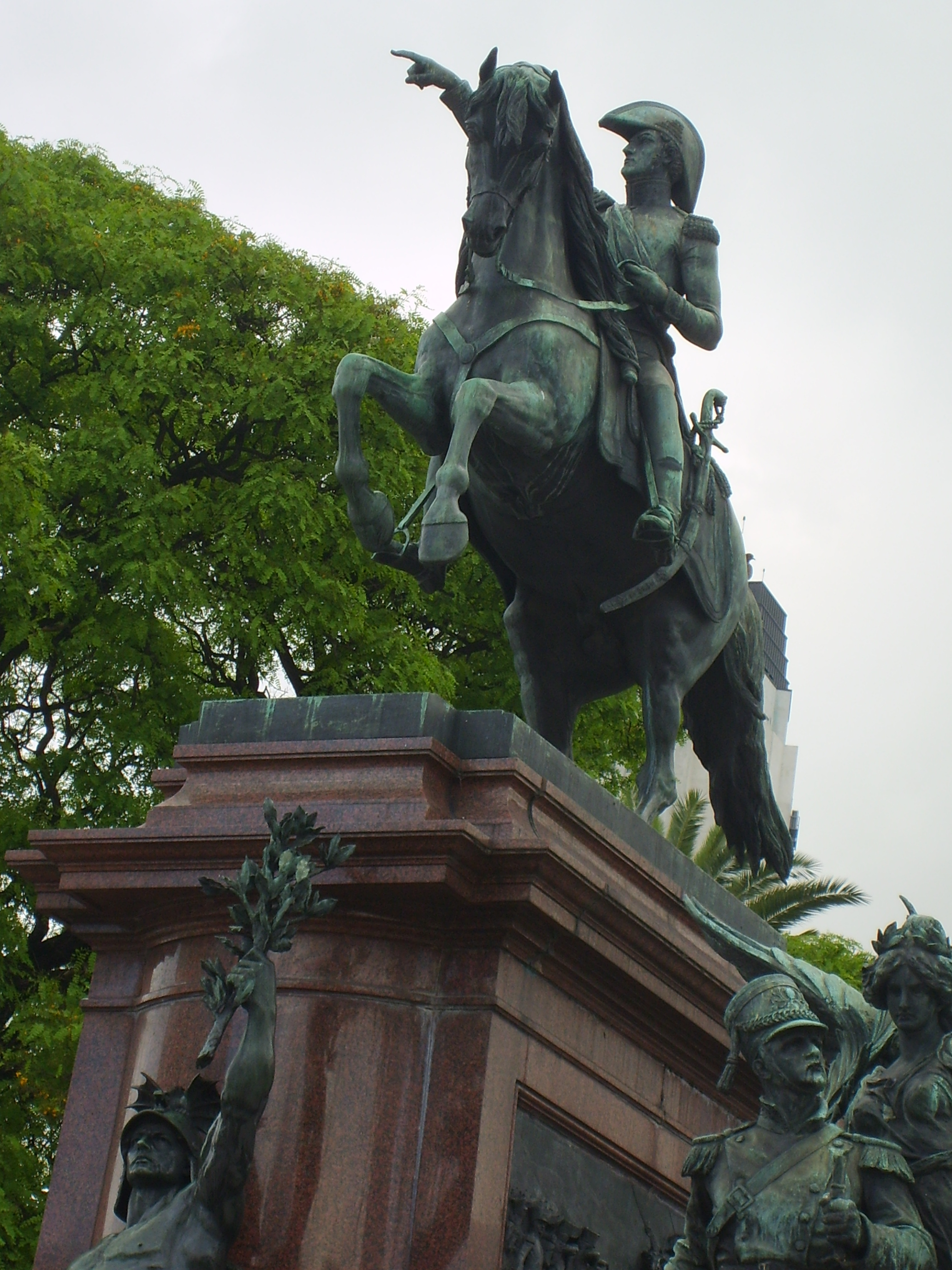
Buenos Aires, Argentinien: General José de San Martín
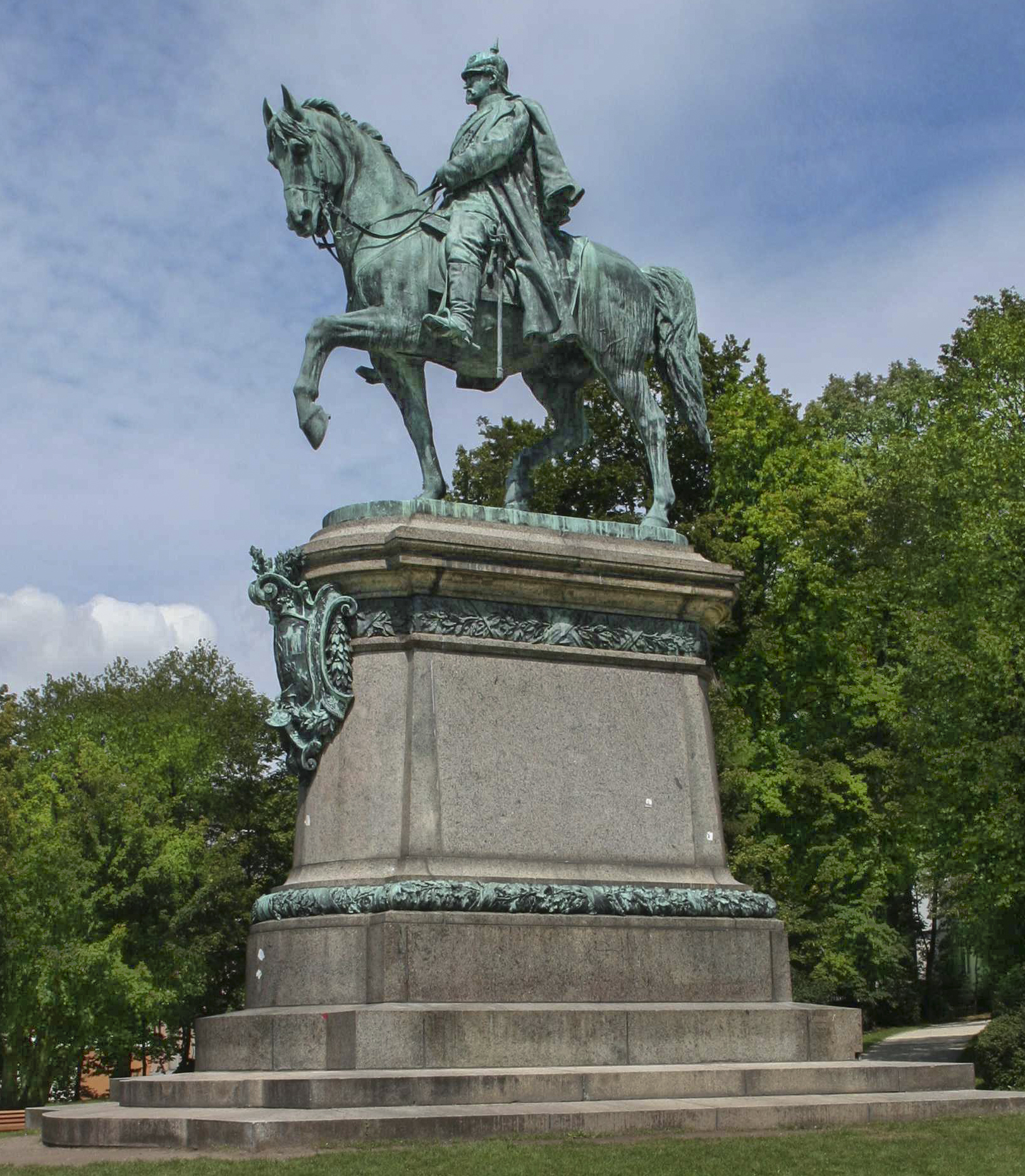
Coburg: Reiterdenkmal des Herzogs Ernst II. im Hofgarten
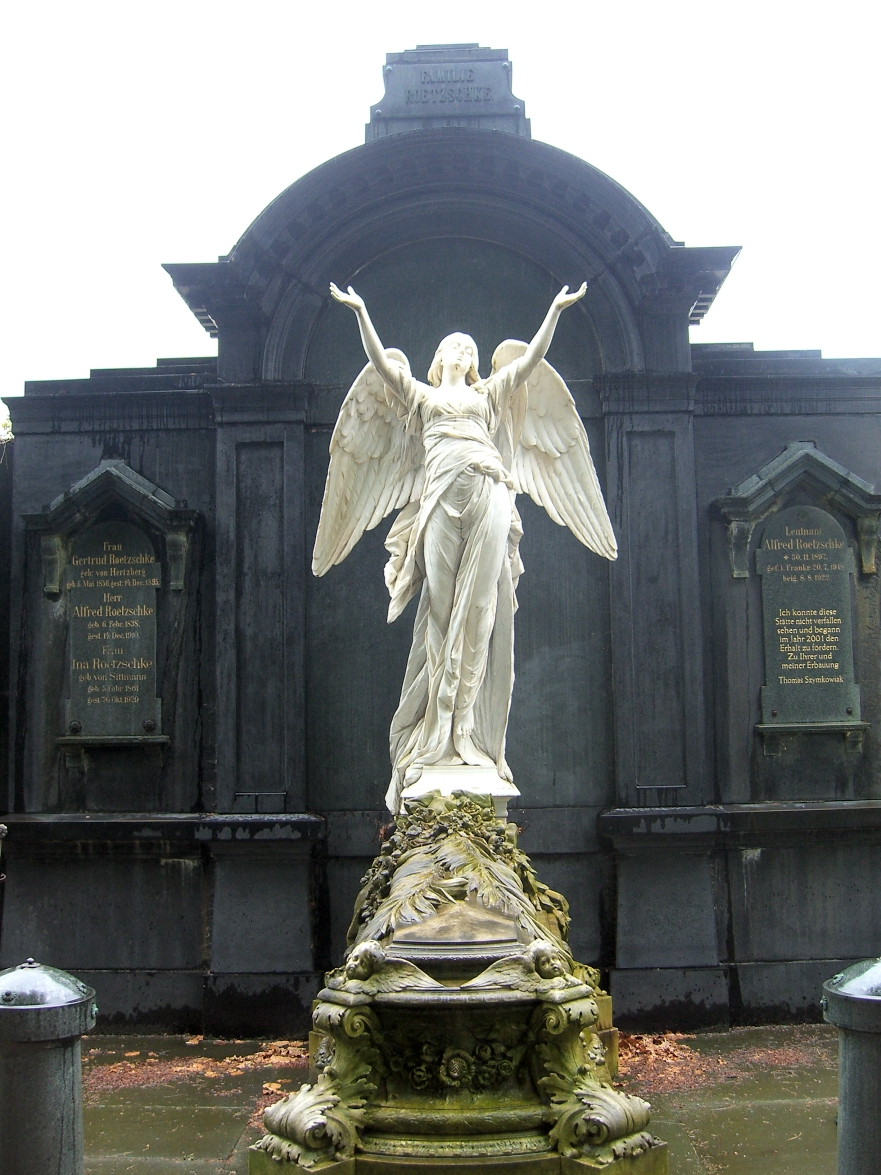
Dresden:Grabmal Roetzschke
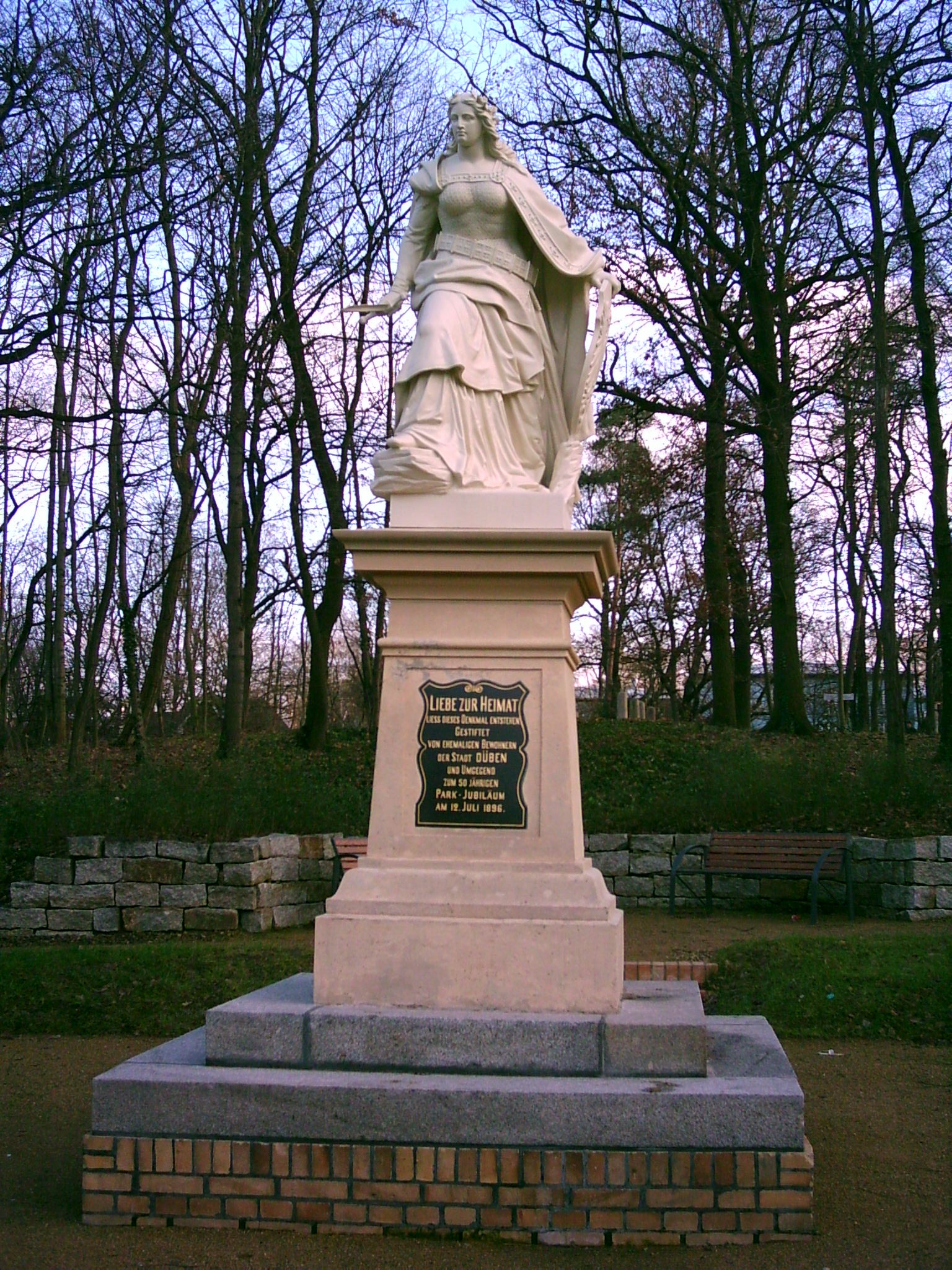
Bad Düben: Kriegerdenkmal 1870/71 mit Germania-Standbild
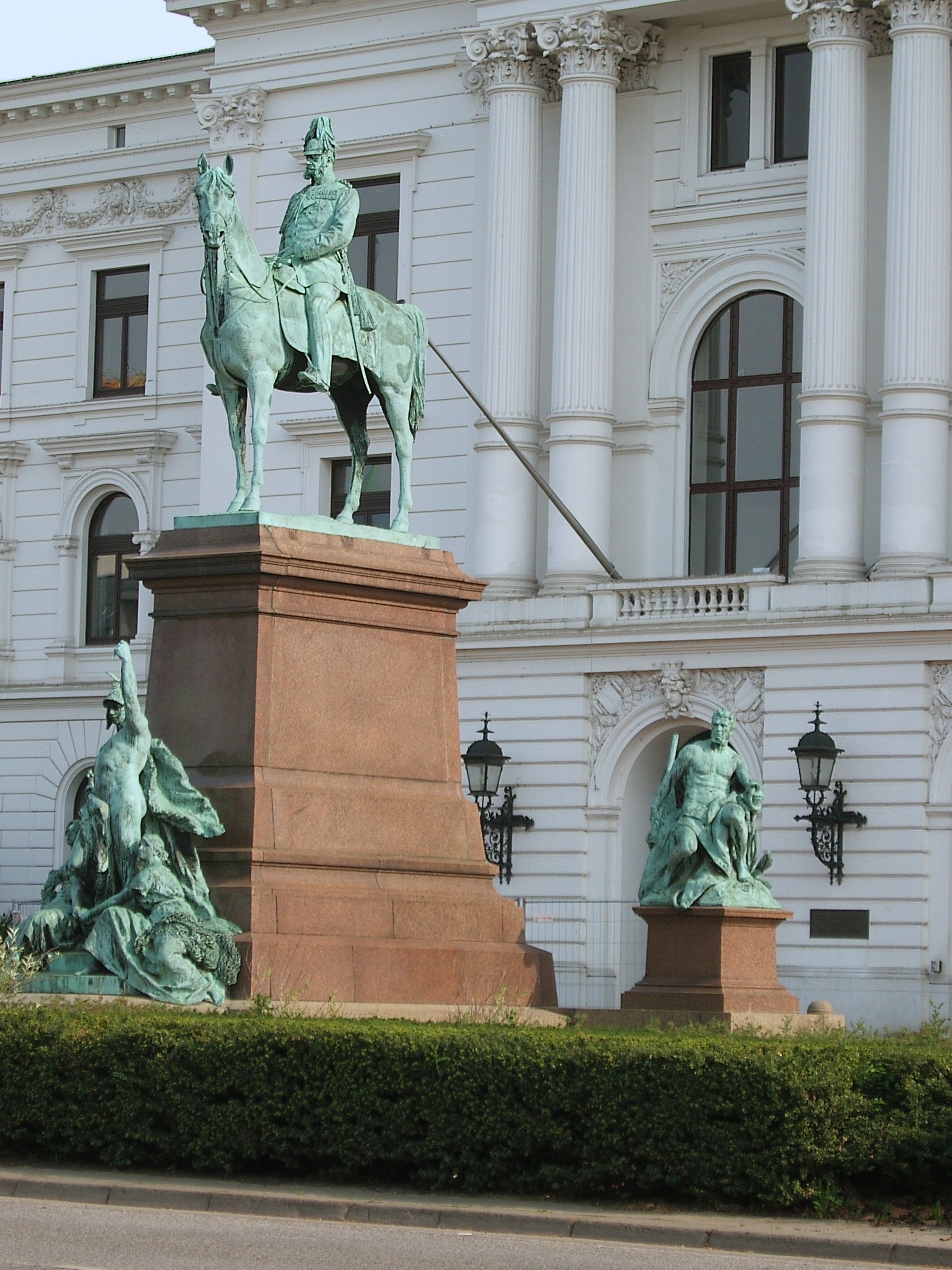
Hamburg-Altona: Kaiser-Wilhelm-I.-Denkmal (1)
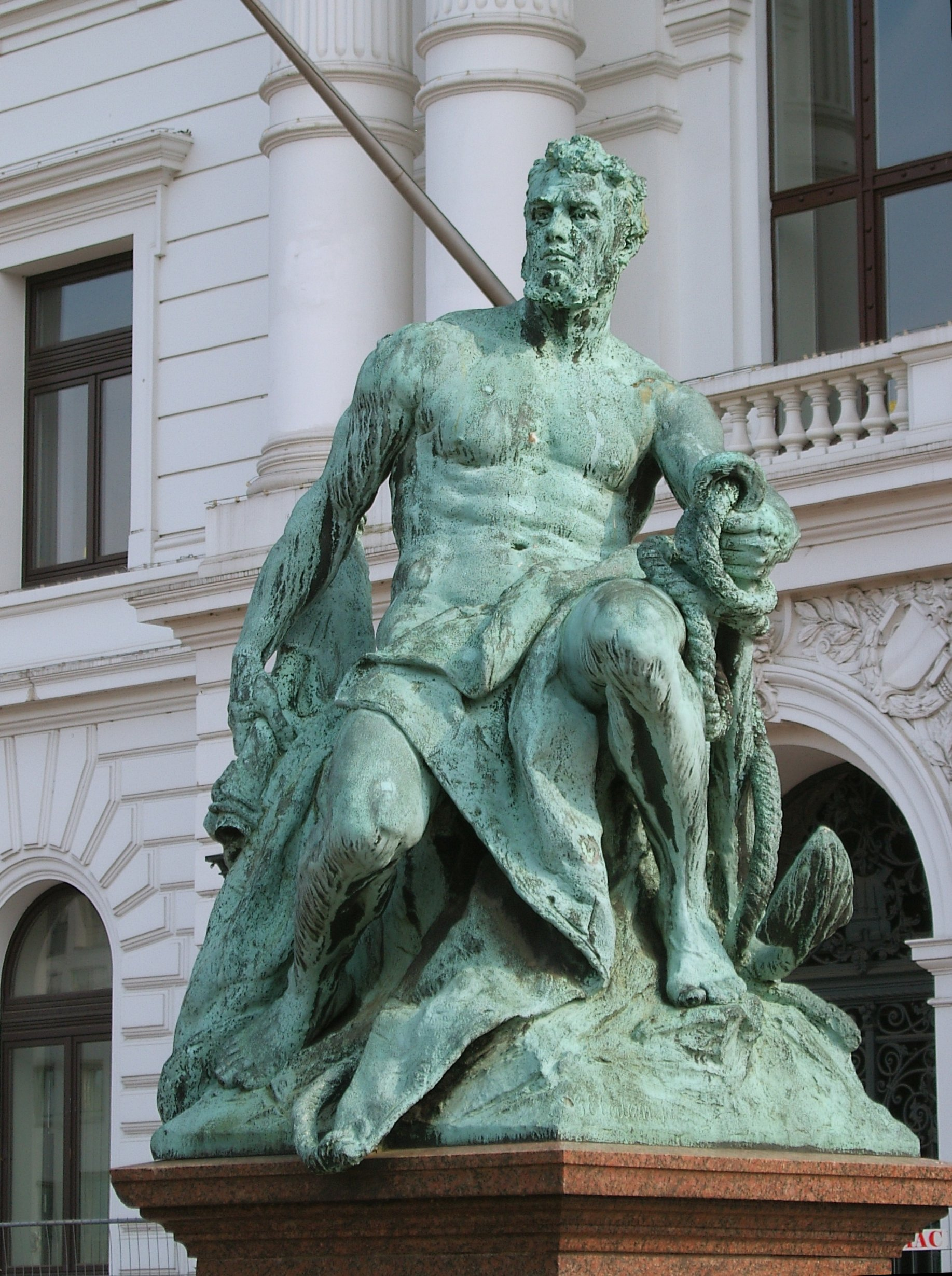
(2)
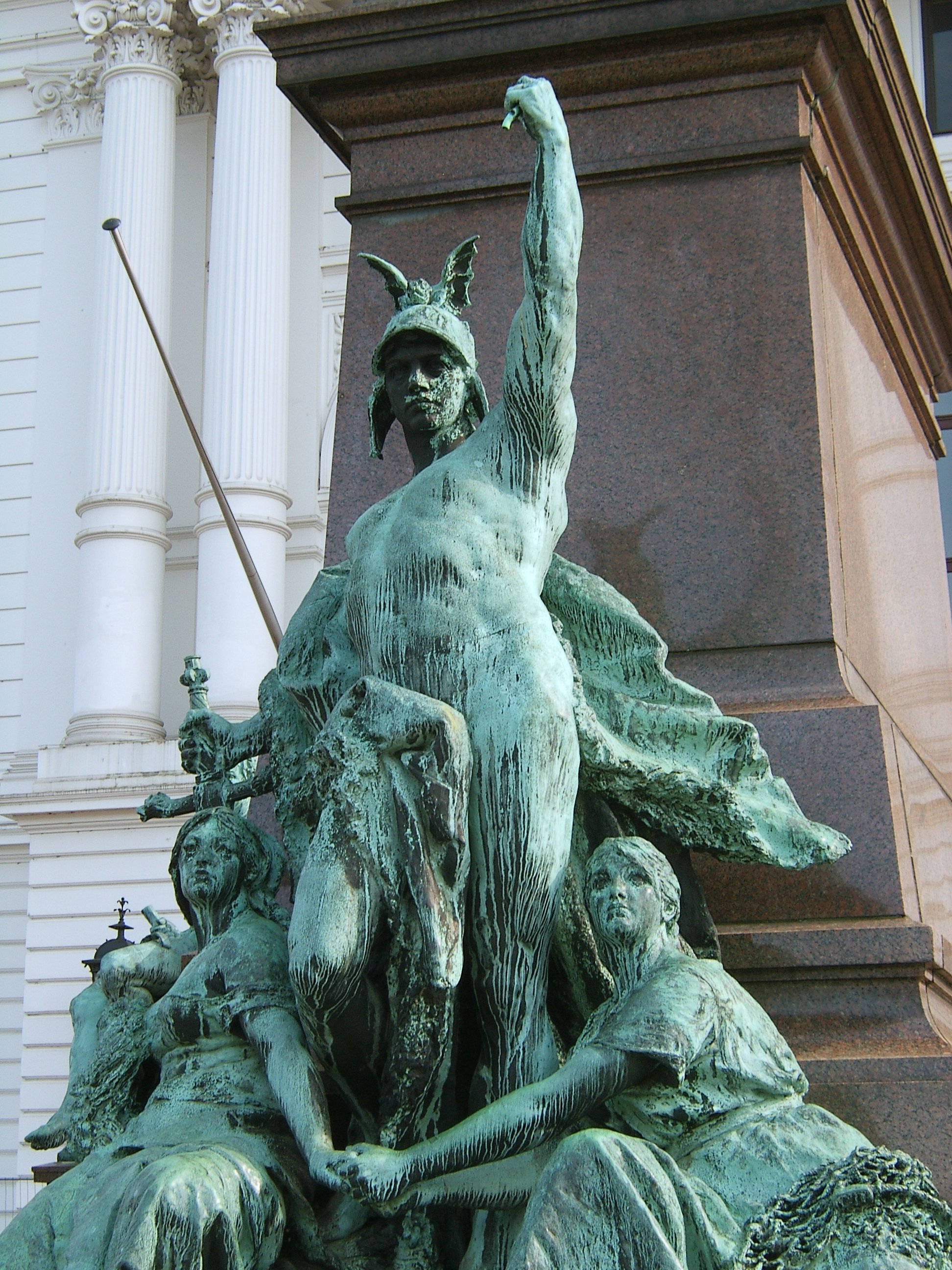
(3)
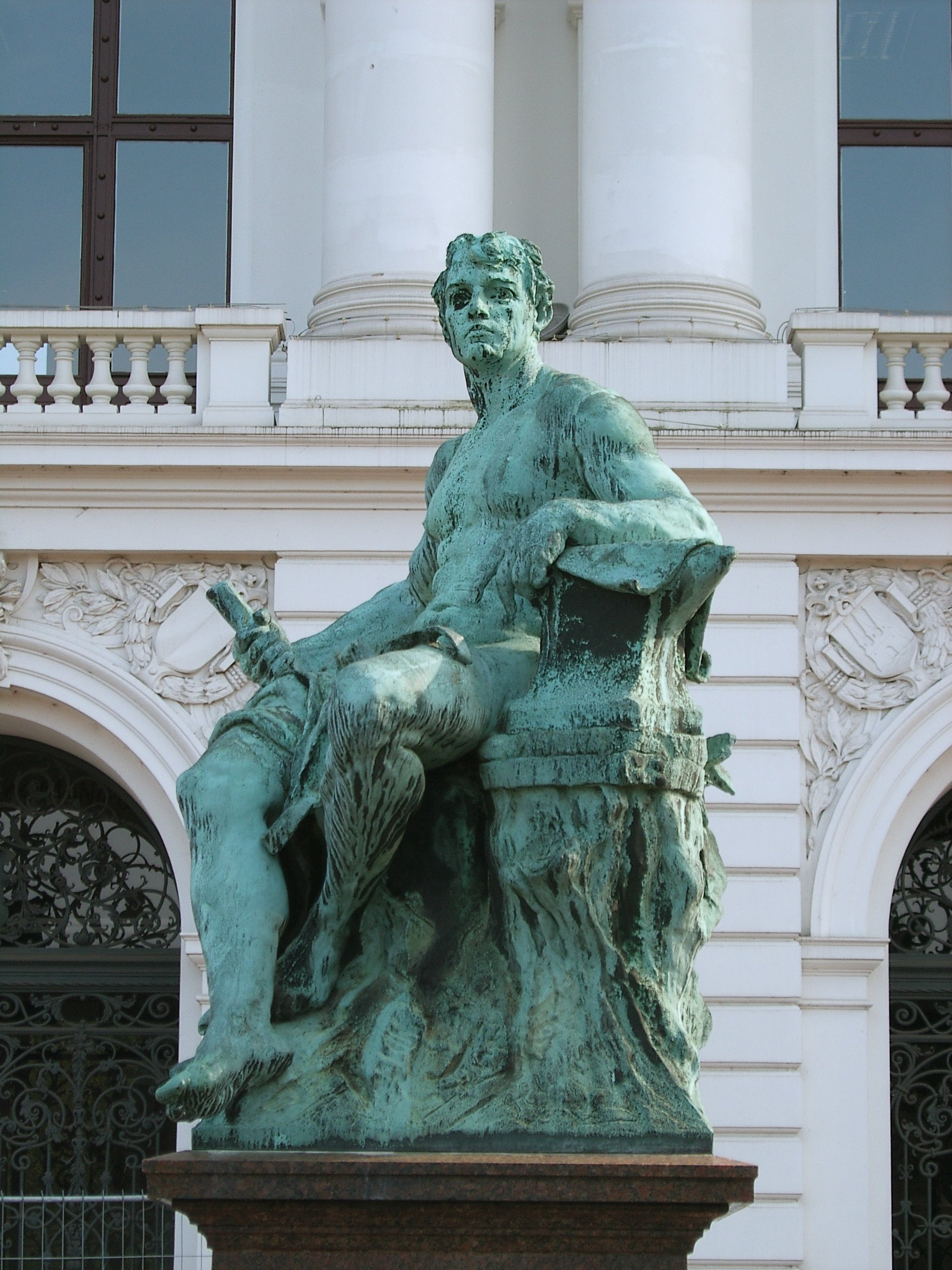
(4)
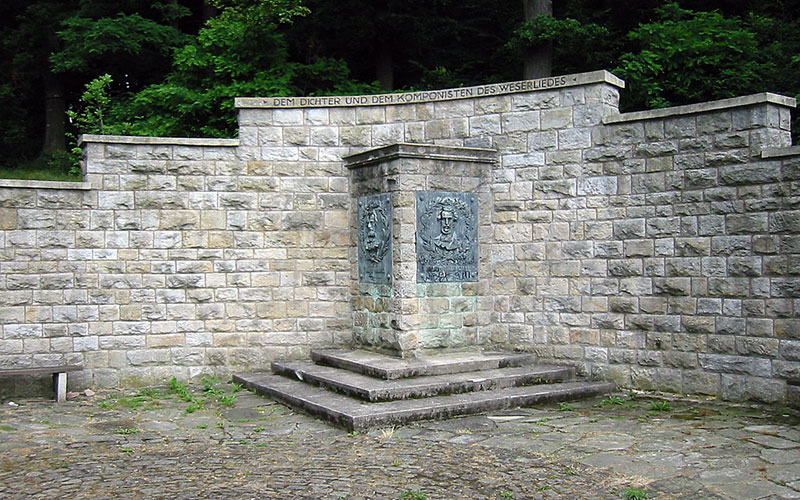
Hann. Münden: Weserliedanlage, Gesamtansicht
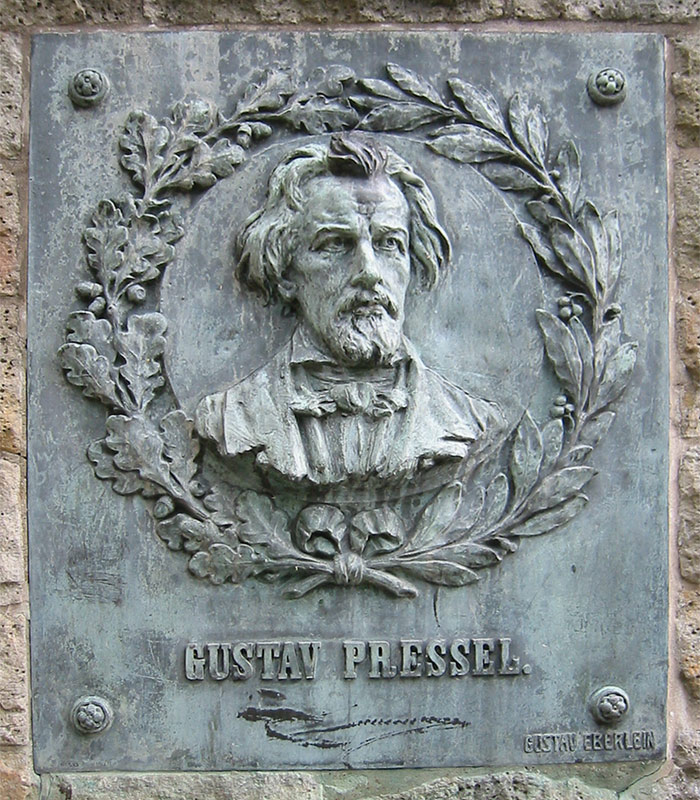
Hann. Münden: Bronzetafel Gustav Pressel
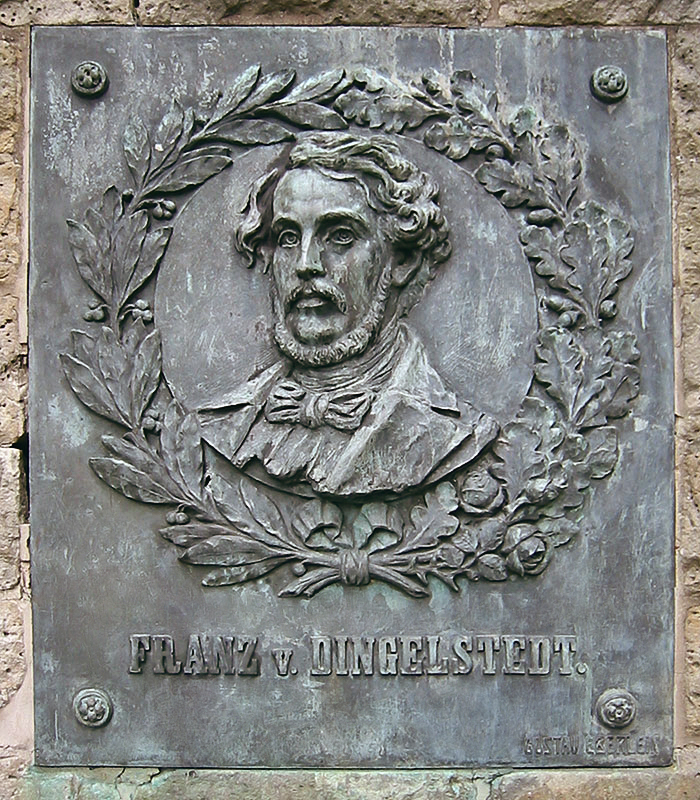
Hann. Münden: Bronzetafel Franz von Dingelstedt
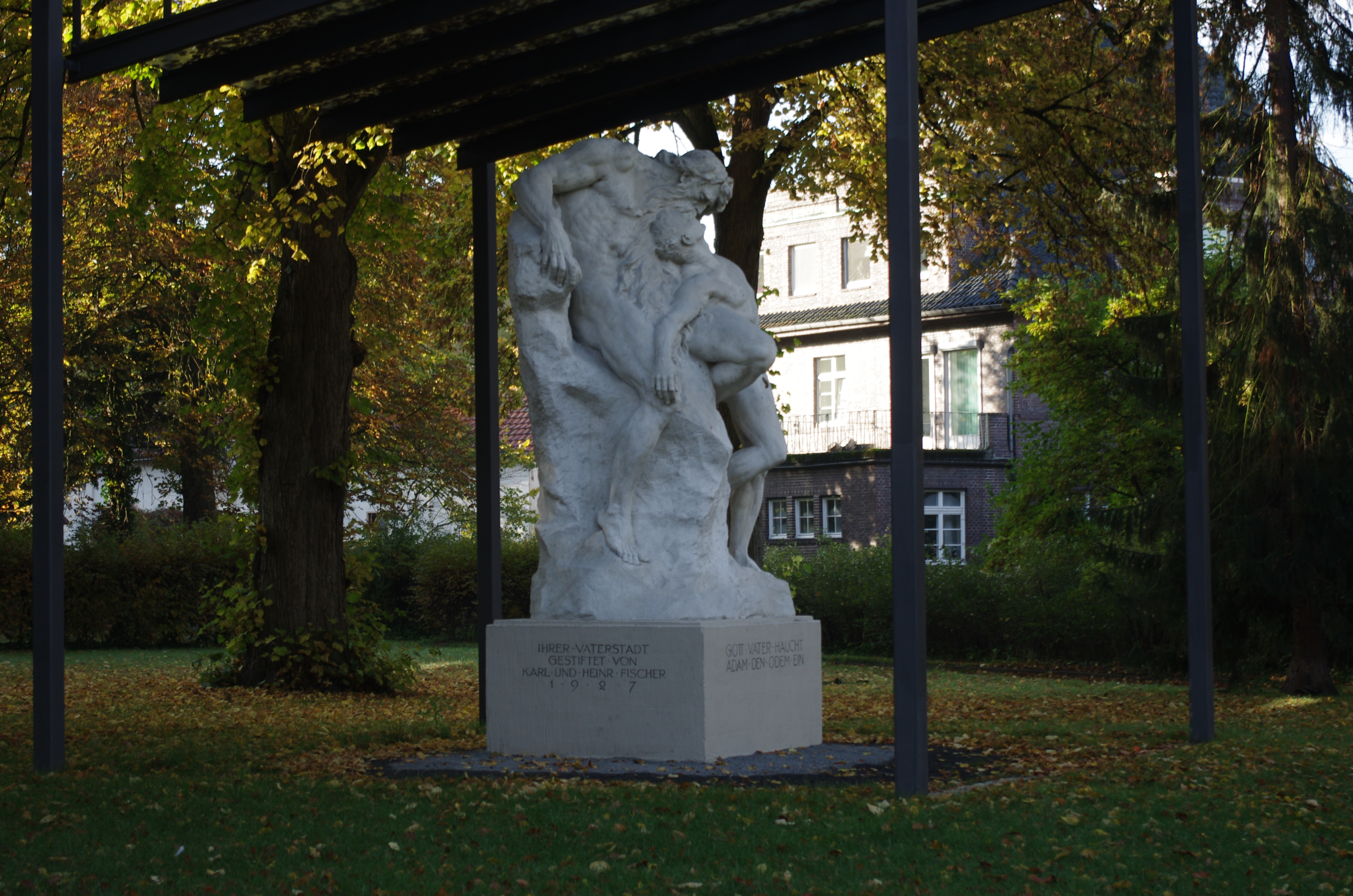
Hann. Münden: Gottvater haucht Adam den Odem ein
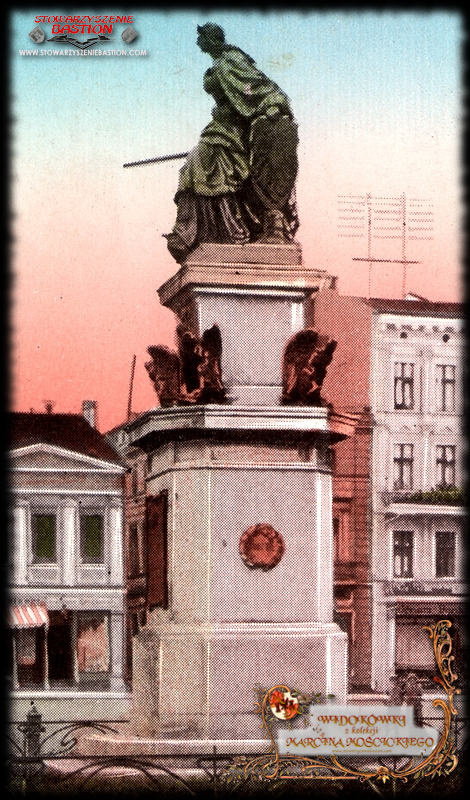
Inowrocław (heutiges Polen): Kriegerdenkmal 1870/71
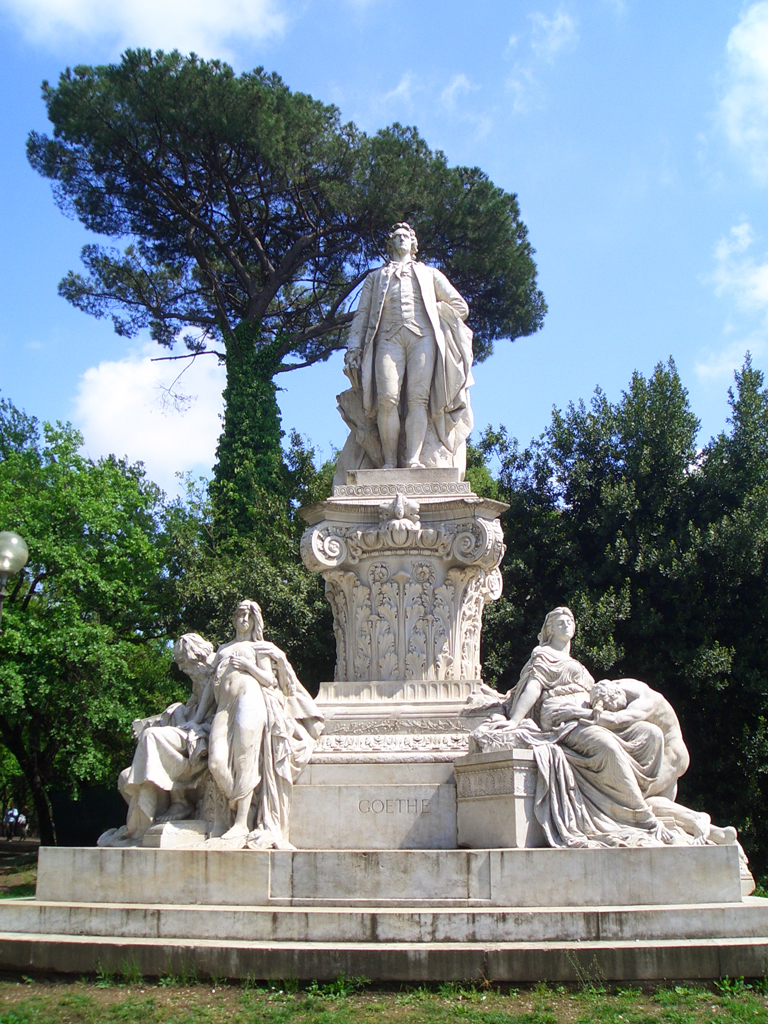
Rom: Goethe-Denkmal im Park der Villa Borghese
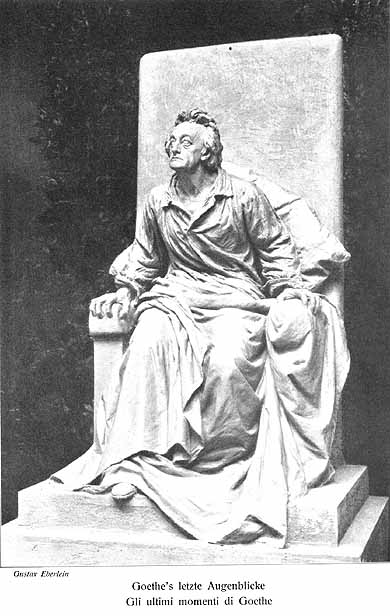
Skulptur Goethes letzte Augenblicke
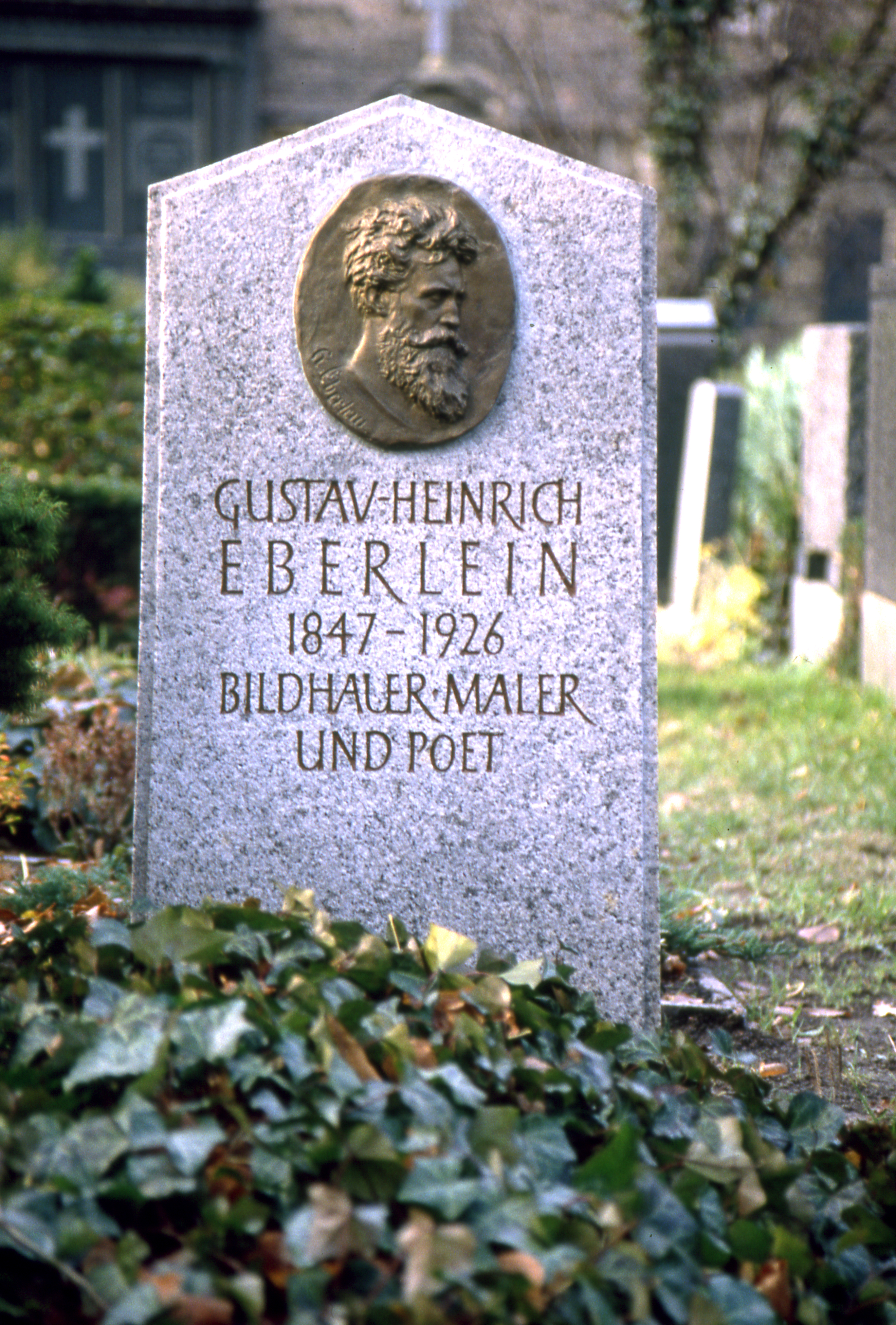
Berlin: Grab Eberleins Alter St. Matthäus-Kirchhof Berlin
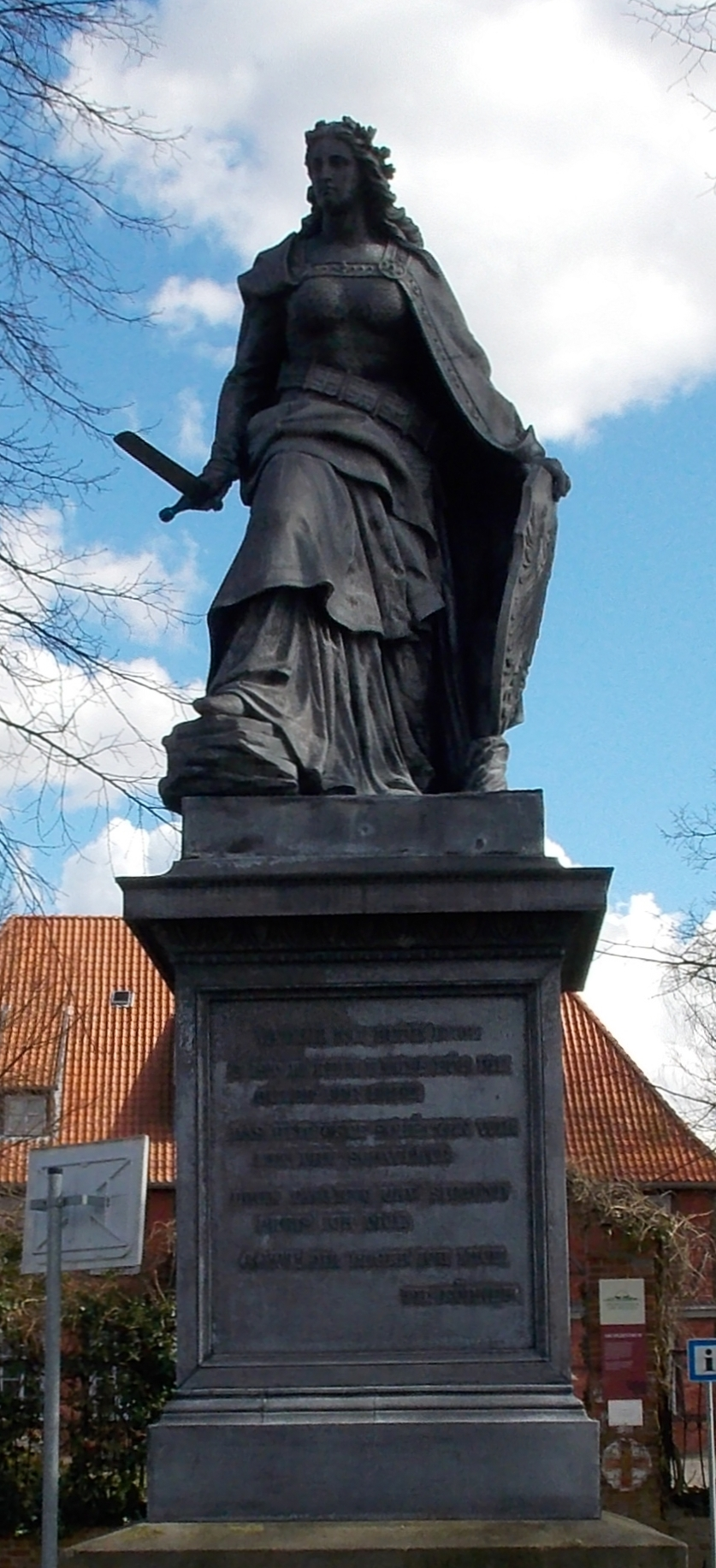
Amt Neuhaus: Kriegerdenkmal 1870/71
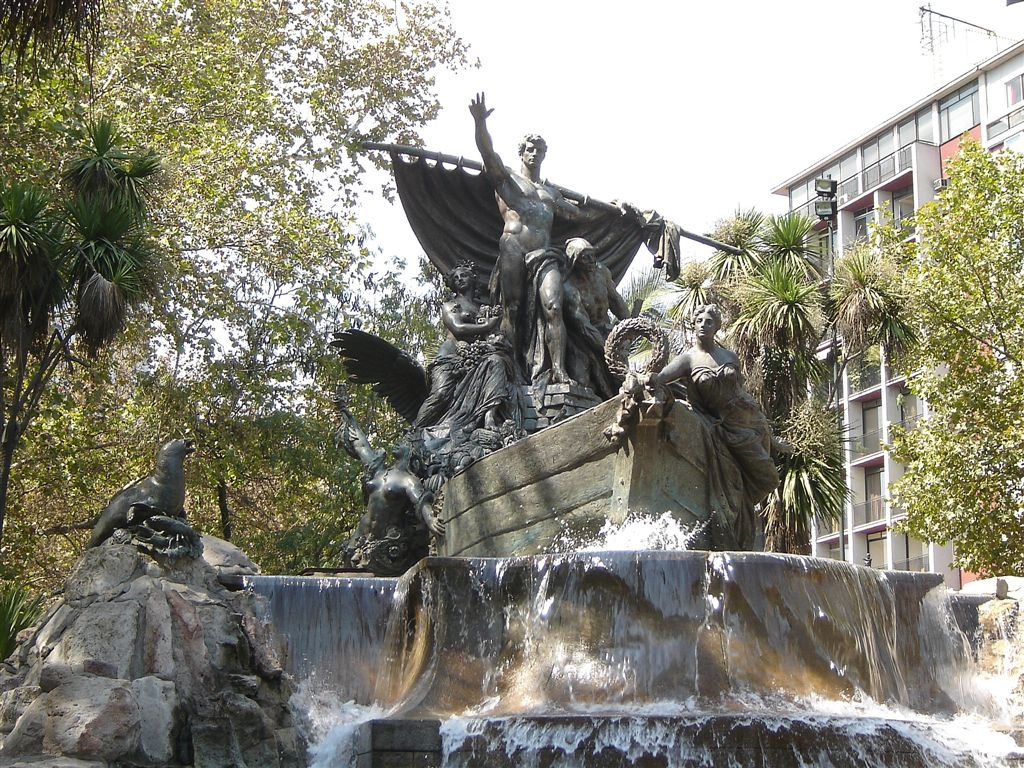
Santiago de Chile: Fuente Alemana de Santiago